# 吴宁街道
吴宁街道是中国浙江省金华市东阳市下辖的一个街道。面积35平方公里，常住人口84540人，下辖11个居委会。

## 行政区划
- 卢宅、江滨、东街、西街、东岘、迎晖、朝阳、城南、西园、荷塘和兴平11社区

## 教育
- 东阳中学
- 吴宁镇中学
- 市外国语学校
- 吴宁第三小学